# Rebaudiósido A
El rebaudiósido A es un glucósido de esteviol doscientas veces más dulce que el azúcar. El glucósido solo contiene glucosa (excluyendo de otros monosacáridos comúnmente encontrados) como sus radicales monosacáridos. En total, contiene cuatro moléculas de glucosa, con la glucosa central del triplete conectada a la estructura principal de steviol en su grupo hidroxilo, y la glucosa restante en su grupo carboxilo formando un enlace éster.
«Rebiana» es el nombre comercial de rebaudiósido A de alta pureza.

## Origen
El primer principio activo de las hojas dulces de la stevia, una planta nativa de América del Sur, fue descubierto por un químico francés en 1931, nombrándolo esteviósido. Junto con el rebaudiósido A, descubierto años más tarde, son los dos compuestos principales responsables del sabor dulce de las hojas. El rebaudiósido A fue aislado mediante extracción con agua y purificado, para separar el esteviósido —cuyas trazas de dulzor son menos provechosos—. La hojas secas y los extractos acuosos de las hojas de stevia se han utilizado durante décadas como edulcorante en muchos países, particularmente en América Latina y Asia (Japón, China).

## Estructura y propiedades

### Estructura

Estructura química del steviol, la aglicona común de rebaudiósido A y esteviósido.

El rebaudiósido A es un glucósido. La parte aglicona —llamada steviol (un diterpeno kaurano)— está conectada a dos grupos sacáridos, una unidad de glucosa del grupo hidroxilo 19 y un trisacárido de glucosa respecto al grupo hidroxilo 13.

### Propiedades
El rebaudiósido A tiene un poder edulcorante 250 a 450 veces mayor que el de la sacarosa. Su perfil dulce es diferente al de la sacarosa: la sensación dulce ocurre más tarde y es más persistente, con características similares al regusto por consumir regaliz. Sin embargo, este perfil es mejor que el del esteviósido.

### Dosis diaria recomendada
La ingesta diaria de rebaudiósido A está basada en la de esteviol, y es de 0 a 4 mg·kg-1 (peso corporal).